# Andrea Malär

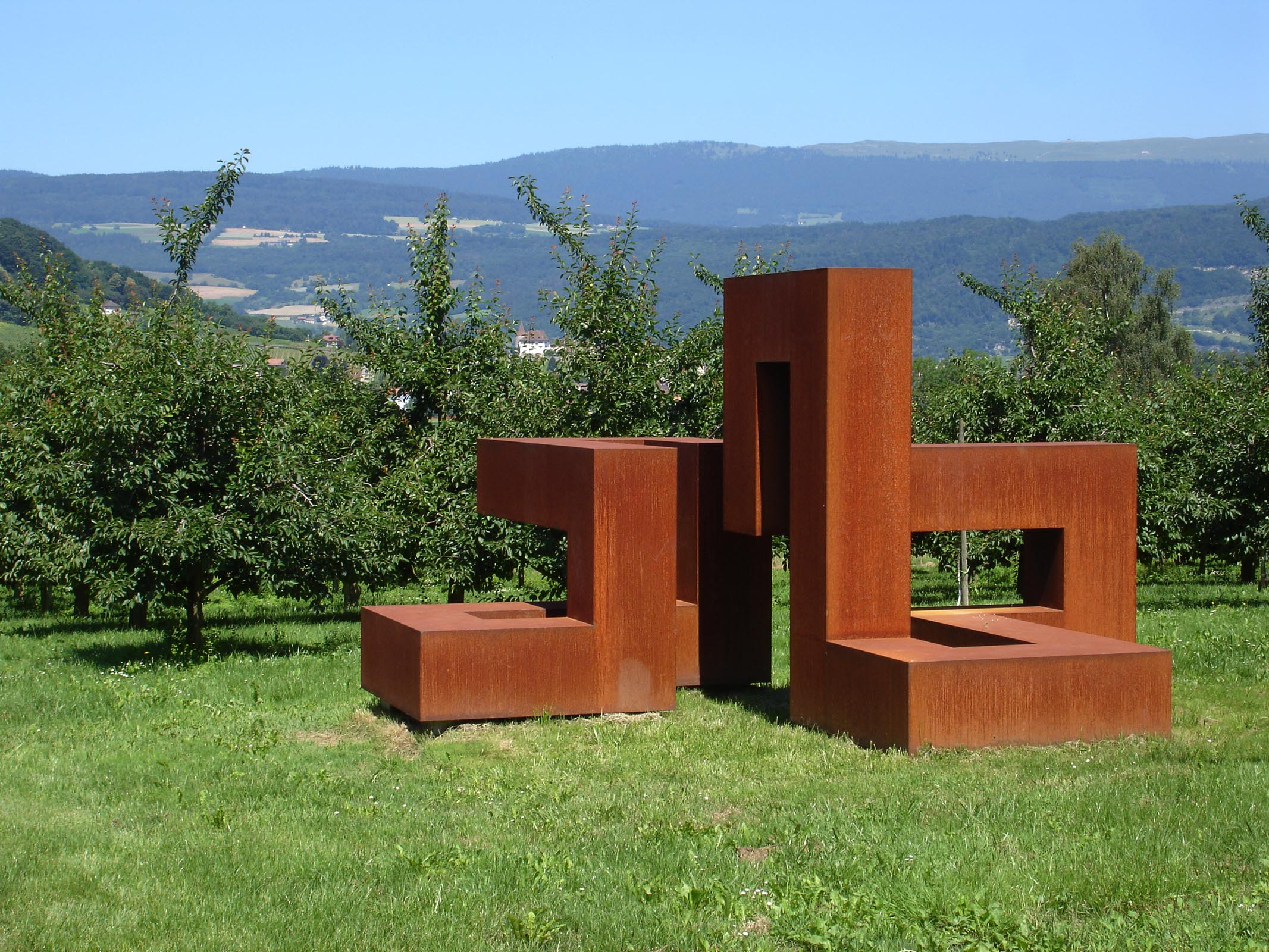
Variable Komposition in Vinelz/Schweiz

Andrea Malär (* 20. Februar 1947 in Chur) ist ein Schweizer Bildhauer und Grafiker.

## Leben und Werk
Andrea Malär ist als Künstler Autodidakt und arbeitet seit 1994 freischaffend. Seit 2000 fertigt er Original-Grafiken und Monotypien, seit 2001 Stahlskulpturen. In frühen Arbeiten benutzte Malär noch organische Formen, er wechselte aber bald zu hauptsächlich geometrisch-konstruktiven Elementen. Die Symbiose von Stahlskulpturen und Druckgrafiken steht im Zentrum seiner Arbeit. Er konzipiert Skulpturen als „Variable Kompositionen“, deren Teile nicht fest verbunden sind und unterschiedliche Zusammenfügungen erlauben.
Andrea Malär ist Mitglied bei VISARTE Schweiz, Sculpture network, Association Internationale des Arts Plastiques, Unesco, Paris und dem Schweizerischen Ingenieur- und Architektenverein (SIA).
Er lebt und arbeitet im schweizerischen Vinelz im Kanton Bern und im französischen Malans (Haute-Saône).
Seit 2010 ist der Skulpturenpark des Château Sainte Marie in Malans permanenter Ausstellungsort der Werke Andrea Malärs.
2012 wurde durch die Initiative von Andrea Malär, Denis Pérez und Arlette Maréchal Ile Art Malans eingerichtet, ein Projekt für zeitgenössische Skulpturen und Installationen.

## Ausstellungen (Auswahl)
- ab 2004: Art Karlsruhe, Karlsruhe
- 2004: Collegio Cairoli, Universität Pavia
- 2005 und 2007: Galerie Christine Brügger, Bern
- 2005: Jetzt Kunst 05, Schweiz. Gross-Skulpturen-Ausstellung
- 2006: Seminarzentrum Sempachersee, Nottwil[7]
- 2006: Skulptur 2006, Bern
- 2007: Galerie Elisabeth Costa, Pontresina
- 2008: Galerie Michael Schmalfuss, Marburg[8]
- 2008: Jetzt Kunst 08, Schweiz. Gross-Skulpturen-Ausstellung
- 2008: Art Madrid 2008, Madrid
- 2009: Art Madrid 2009, Madrid
- 2009: Galerie Jonas, Cortaillod
- 2009: Museum Pfalzgalerie Kaiserslautern, Kaiserslautern – Marianne und Heinrich Lenhardt-Stiftung
- 2009: Art Paris 09 – Grand Palais, Paris
- 2010: Galerie Elisabeth Costa, Pontresina
- 2011: Galerie Michael Schmalfuss, Berlin
- 2011: Ile Art 2011, Pesmes, Haute Saône, (F)[9]
- 2013: Vasarely Museum Budapest, Collection Grauwinkel[10]

## Werke in privaten Sammlungen (Auswahl)
- Saatchi Gallery
- Norman Foster
- Marianne und Heinrich Lenhardt-Stiftung
- Fondation Carré d’Art
- Dr. Fritz Ammann Kunstsammlung

## Galerie – Skulpturen in Vinelz

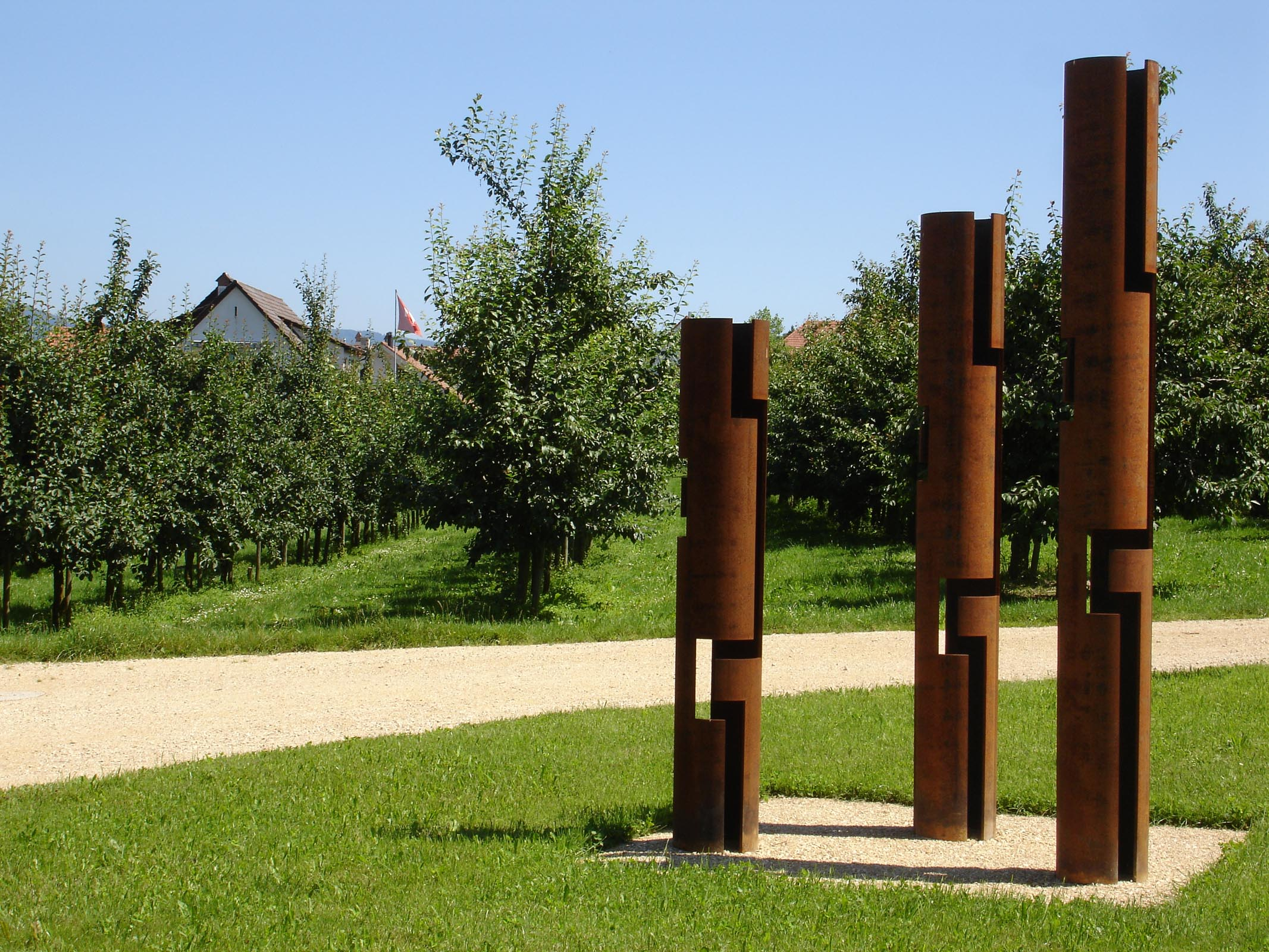
Drei Grafik-Rohre 2006
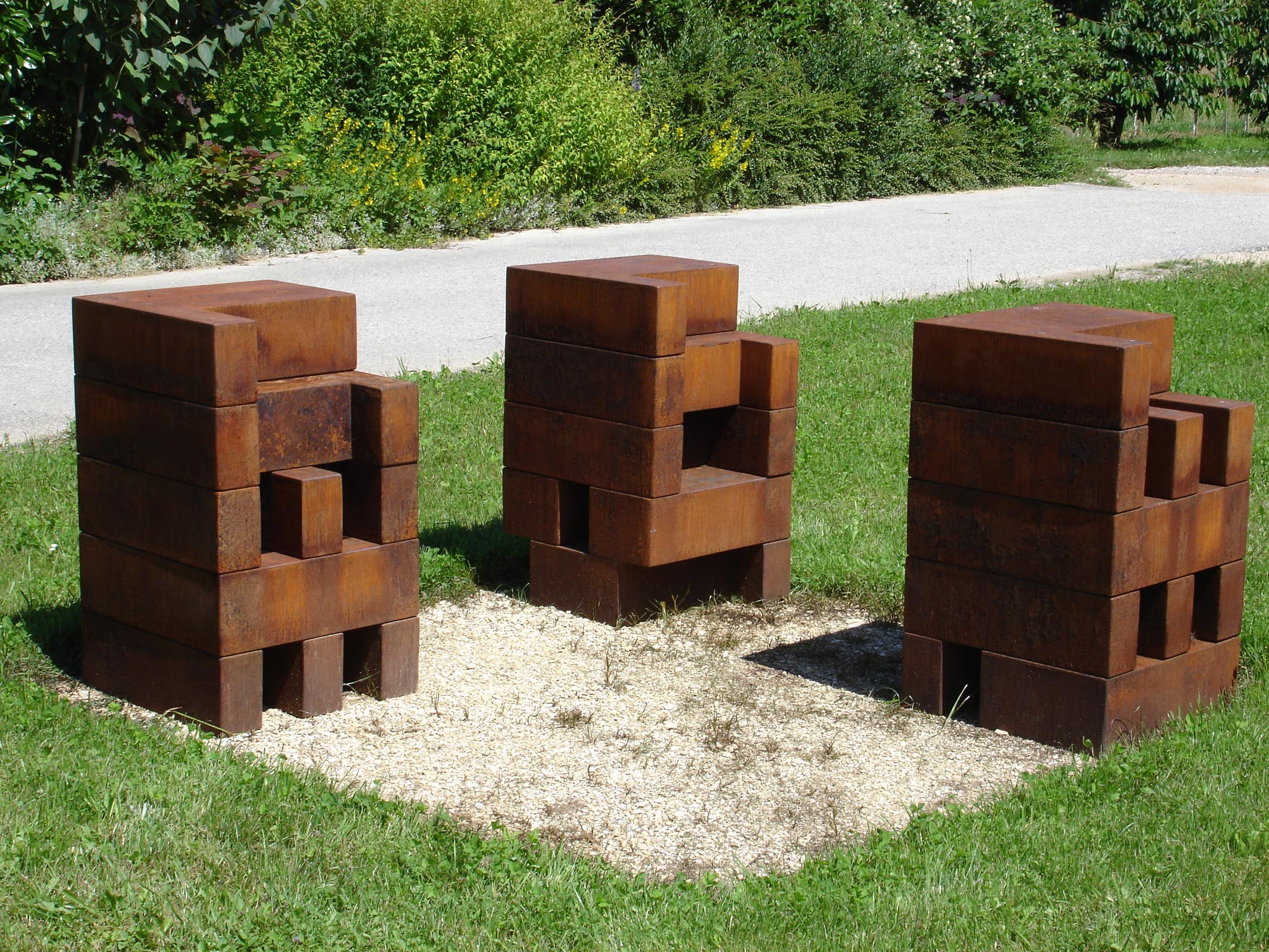
Wortarchitektur 2006
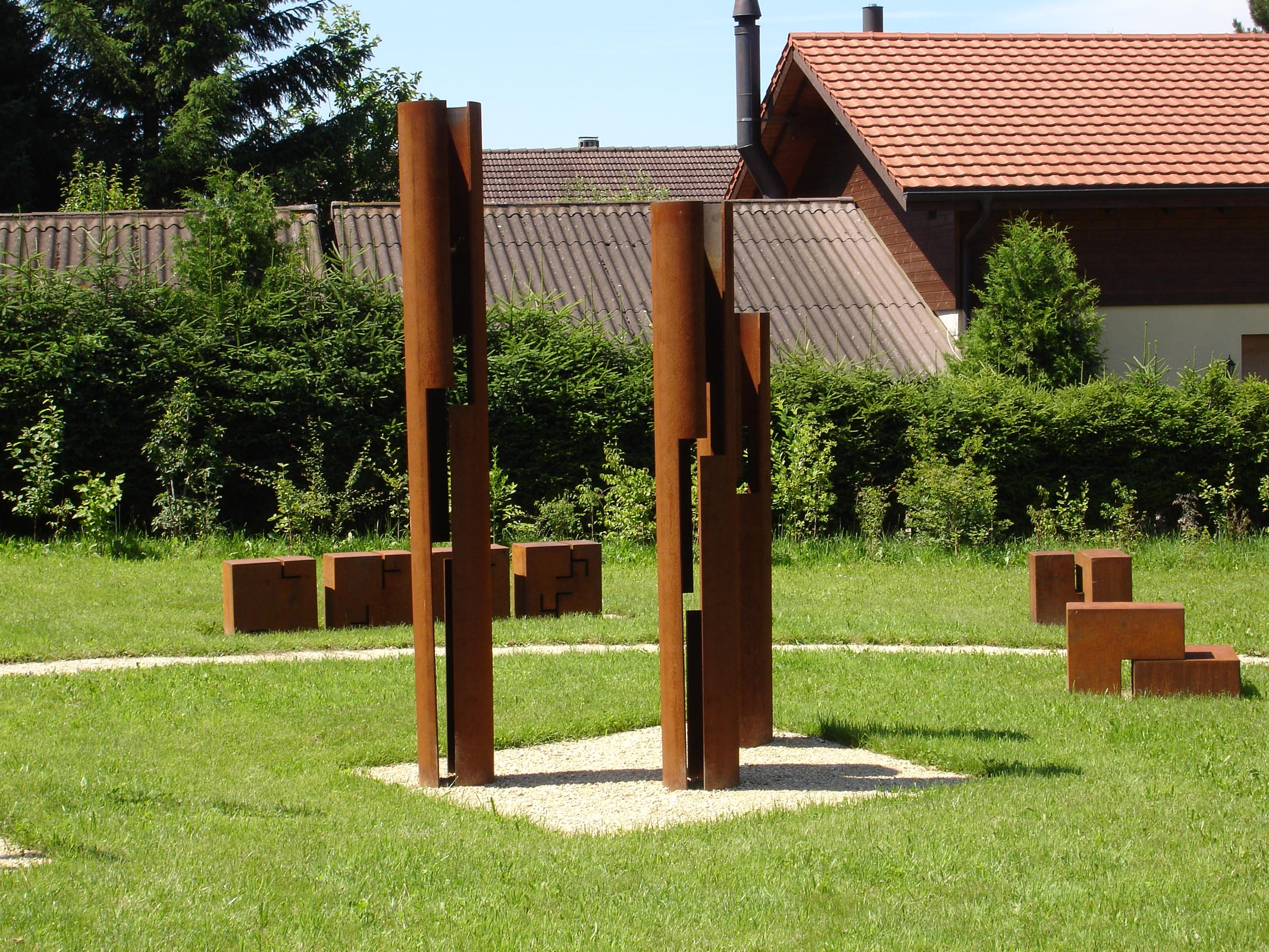
diverse Skulpturen 2006
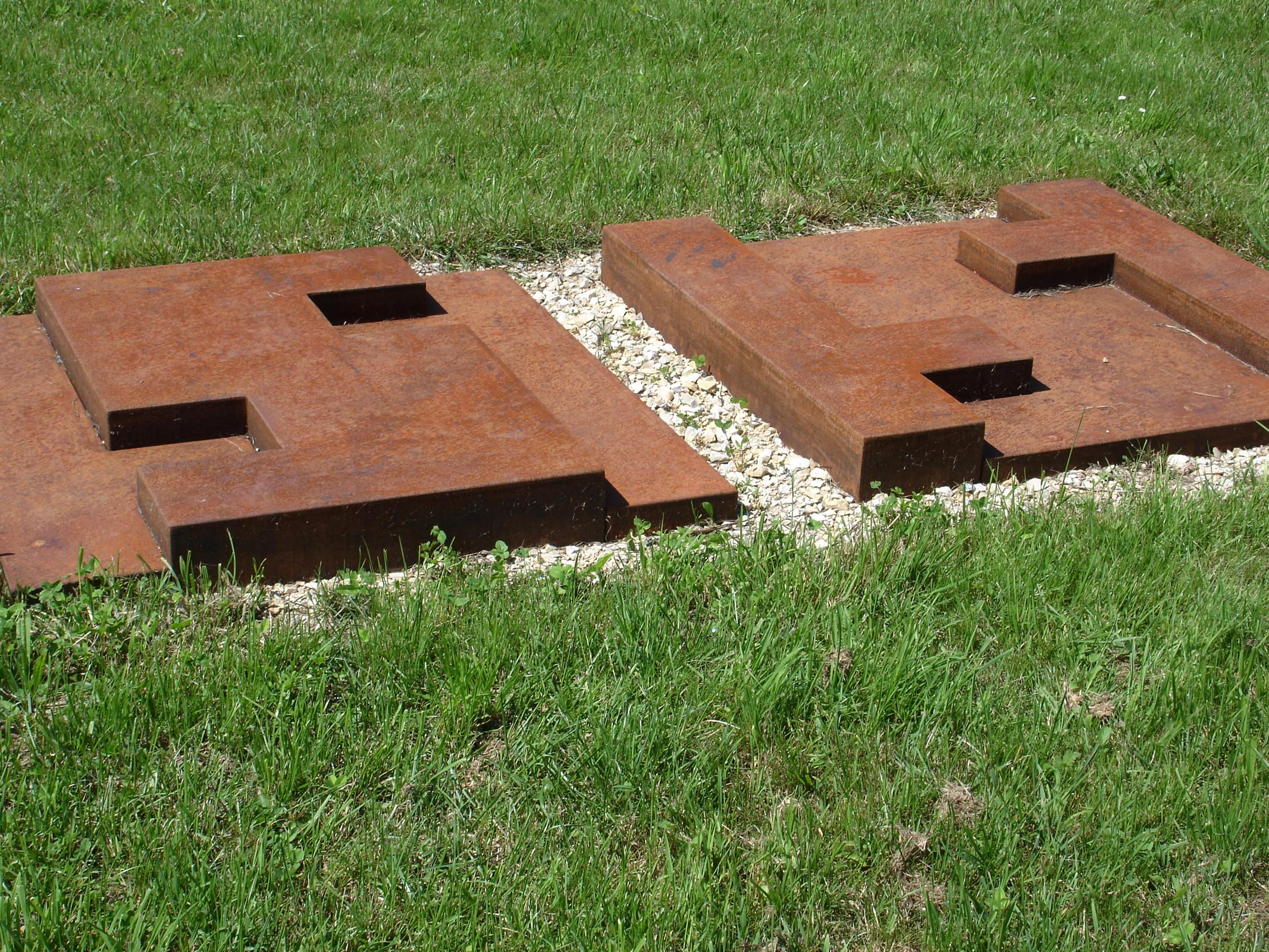
Grafik-Bodenskulptur 2-teilig 2006